# 佤邦
佤邦，又称缅甸第二特区（佤邦），是缅甸掸邦境內一個事實上獨立的地方割據政權，行政首府為邦康，下轄4個縣、1個特區和南部地区。佤邦在1989年從缅甸共产党分裂出來，其後一直由佤邦联合党执政，奉行軍事獨裁。佤邦有自己的政治制度、行政區劃和軍隊，但佤邦政府依舊在表面上承認緬甸對其擁有主權，而緬甸政府雖然不承認佤邦政治機構的合法性，但事實上亦允許其存在。2008年的緬甸憲法正式承認佤族自治区的存在，但緬甸政府依舊無法实质統治該地區。2009年果敢军事冲突后，佤邦与缅甸政府的关系一度紧张，但隨後達成和解保持事實上的獨立。目前，佤邦地区名义上属于缅甸于掸邦境内设立的一个自治州——佤自治州。
佤邦的總人口約55.8萬人，主體民族为佤族，北佤也是缅北华人主要聚居区。佤邦大多數人为泛靈論信仰者，另有小部分人口信仰佛教或基督教。北佤与果敢、小勐拉类似，受到近邻的中华人民共和国影响巨大，人民币是北佤的流通货币，移动通讯则由中国内地的运营商提供（也因此中国内地之移动电话在当地使用并不属于漫游）。南佤則通用泰銖，其移动通讯由泰國提供。

## 歷史

### 前佤邦時期
長期以來，阿佤山區多數時期是分散在各地的眾多頭人部落，未有統一的政權出現。
佤邦曾在南诏和之后的大理国的版图之内，元代先属镇康路、后分属孟定路与木连路，明代分屬孟定府、孟璉司、孟艮府土司疆域，均为傣族世袭土官封地。
清中期，阿佤山部分地區脫離原傣族土司控制，成為甌脫地，較知名者有葫蘆地、莽冷地。

#### 緬甸獨立初期
1950年左右，在第二次中国国共内战败退的中華民國國軍餘部退入阿佤山區重整，佤山自此進入「國共內戰」時期。1961年，中華民國國軍所屬部隊包含雲南人民反共志願軍大部，因中緬邊境作戰而撤離。:249、450

#### 缅共时期
緬甸共產黨在1960年代失去位於緬甸中部的根據地之後，在中華人民共和國的革命輸出支持下，獲得了快速發展，並與緬甸奈溫軍政府的政府軍爭奪執政權。為數眾多的中國大陸知識青年加入了緬甸共產黨，也組建當地數支游擊隊，成為緬共的中堅力量。緬共在攻取南卡江畔的邦桑之後，邦桑成為緬共總部的根據地。

### 佤邦时期
1989年3月11日，果敢的彭家声宣布归顺缅甸军政府，脫離緬共。
1989年4月17日，魏赛堂率领418营、412营以及他亲自指挥的417营，成功夺取了邦康地区。随后，他亲自带领417营直扑缅共总部，最终控制了缅共最后一任主席巴登顶。魏赛堂将巴登顶驱逐到中国后，鮑有祥宣佈緬甸共產黨被推翻，並成立缅甸民族民主联合党，隨後在魏赛堂的建议下更名為佤邦聯合黨，武裝部隊命名為佤邦联合军。同年5月18日，佤邦與緬甸军政府达成停戰協議。此後，緬甸政府開始稱呼佤邦地區為「掸邦第二特区（佤邦）」（pp. 111-112）。佤邦承認其屬於緬甸聯邦的一部份，但不承認其屬於撣邦，升旗儀式時同時升起緬甸國旗和佤邦邦旗。
1996年，佤邦聯合軍戰勝坤沙集团以後，控制了原屬於坤沙的位於泰緬邊境的一片區域，成為緬甸最大的少數民族武裝集團。坤沙政權被毀之後，佤邦獲得坤沙在泰緬邊境的土地。1999年10月起，佤邦大規模向南佤移民，稱為南遷计划，是以激烈手段進行禁毒、遷村。計畫移民40萬人，將北佤山區曾經種植罌粟的農民逐批遷移到南方適合種植水稻、橡膠、茶葉等經濟作物的地區，不再種植罌粟。2005年，佤邦政府开始禁止毒品的种植和销售。至2009年，已向南遷移数萬人。
2024年1月10日，户板、班弄二區正式由佤自治州政府移交給佤邦，并于6月10日与南邓特区、勐冒縣纳威区合并为新的户板县，并将户板更名为富邦。。7月10日，佤邦联合军进入当阳。

## 地理
佤邦辖区由两部分组成，位于阿佤山区，分别为北部地区与南部地区，該地區主要是由山地深谷組成，最低海拔約600米，最高點超過3000米。北佤与南佤地区之间隔着掸邦第四特区和政府军控制区。
北部地区位于东经98°～100°、北纬22°～23°之间，面积约1.7万平方公里。东北面与中国云南临沧市耿马县、沧源县、普洱市的澜沧县、西盟佤族自治县和孟连县，西双版纳州勐海县接壤；西北面与缅甸联邦第一特区（果敢）相连；南面与缅甸掸邦东部第四特区相邻；东南面和掸邦的勐洋、勐卡、万塔凯接壤。
南部地区位于东经98°～100°、北纬19°～21°之间，东西距离215公里，南北距离91公里，总部万宏，面积约1.3万平方公里，东临老挝会晒，南面与泰国清莱府米赛、美斯乐、大其力等地接壤，北部地区与南部地区相隔约400公里的缅甸掸邦第四特区和缅甸中央政府控制区域。

### 地形地貌
北佤地区多属于高寒山区，辖区范围内多为高山峡谷，约95%为山地，仅有不到5%的土地是平坝地区，南佤地区多是湿热泥泞的热带雨林地区。
佤邦地区境内高山连绵叠立，基本上属于澜沧江横断山系南方边缘部分，它与中国云南临沧市境内的沧源县班洪乡、班老乡和芒卡镇（南腊乡）山脉连接，是阿佤山山脉的延申部分，即延伸到萨尔温江边。
海拔2000米以上的山脉有：富邦县南邓区的孟林山（勐连山），海拔2645米；勐冒县的公明山，海拔2489.8米；勐波县的大黑山，海拔2575米；勐冒县的龙潭山，海拔2373米。
海拔1500米-2000米的山峰有数千座，如：龙潭区的骆驼峰，安塞山；联合区的拉塔山1884米；公明山区的共嘎山1841米；纳威区的莱米山1840米、南部的累三哨、所兰山等。
最高峰孟林山位于佤邦境内的中部，与中国沧源县芒卡镇南腊村辖地的湖广大山连接。

### 气候
佤邦地区最高海拔2490米。最低海拔420米，年平均气温为25℃左右，属亚热带季风气候，全年被明显地分为旱季和雨季，旱季气候干燥无雨；雨季时节几乎每天都有降雨。由于佤邦地区海拔差异很大，气候情况也形成较大反差，呈现出纷繁多姿的立体型气候。年降雨量约1750毫米左右，一般年份6-11月为雨季，12月至翌年5月为旱季。

### 水文
佤邦地区水利资源丰富，大小江河有数十条。西面有萨尔温江，从滚弄流入南邓，是佤邦勐能县、富邦县与联邦政府管辖区的天然界江；东面有南垒河，上游为孟连河，从200号界碑流入佤邦勐波县贺岛区、勐平区，经勐养、勐卡流入湄公河。邦内较大的河流有：
南卡江：源头为龙潭湖，是佤邦勐冒县的龙潭区、岩城区、营盘区、勐能县的南康伍区、邦康特区与中国的西盟县、孟连县的天然界河。经索亚渡口、累巴山流入萨尔温江。
南马河：佤邦境内主要河流之一，由栋玛区、邦外区中缅边界几条小溪汇集而成，流经邦外区、王冷区、公明山区、联合区、纳威区、曼东区，从曼东区流入萨尔温江，全长200多公里。
南板河：源于勐冒县联合区，多条小溪汇集，经营盘区、邦康特区流入南卡江。水流湍急、落差大，适宜建电站。
南南河：源于勐冒县联合区、格龙坝区几条小溪汇集而成，流经勐能县弄切区、流入萨尔温江。是勐冒县和勐能县界河，全长50多公里。
南阮河：是佤邦南部永邦区的主要河流，全长37公里，流入南扣河后进入泰国。以上为佤邦主要的几条河流，其它小河均系支流。
南定河：上游在中国孟定境内称南汀河（南定河），在镇康县境内称“渣里江”，源头在中国临沧县境内，孟定境内一段又称“大湾江”。流经南邓区境内长17公里，河面宽约50-100米。
南依河：下游称“南滚河”，是佤邦与中国沧源县班老乡连接的国界河，境内流程约20公里。南依河为佤邦境内第二大河，居萨尔温江支流，佤邦被它们以“U”字形托在其间。
楠班河：系中缅界河南卡江右岸支流，发源于佤邦巴根，河长123千米，河流总体流向由北向南流，属山区河流，流域面积2342平方千米，与云南省孟连县境内的南卡江左岸支流南马河相对，二河出口汇入南卡江，同属萨尔温江（中国境内称怒江）水系。

## 政治
政治结构方面，佤邦同中华人民共和国也较为相似，设有中央政治局、中央办公厅、党委、少先队、青年团和政协等机构。
目前，佤邦的执政党是佤邦联合党（UWSP），于1988年12月20日筹建，原名为缅甸民族民主联合党，1989年11月4日，改名为佤邦联合党。佤邦联合党的组织原则是民主集中制。基层组织是党的支部。 

### 行政區劃
北佤地區共轄1個特區、4個縣，分別為邦康特区、勐冒县、勐波县、勐能县、富邦县。其更細分的行政區劃如下：
- 邦康特区辖：广洪乡、那洛乡、南帕乡、登俄乡、永定乡、曼冒乡；
- 勐冒县辖：公明山区、营盘区、岩城区、王冷区、栋玛区、邦外区、联合区、曼东区、龙潭区、格龙坝区；
- 勐波县辖：勐波区、勐嘎区、贺岛区、南排区、勐宁区、勐平区；
- 勐能县辖：弄切区、曼相区、南康伍区、邦阳区、纳高区；
- 富邦县辖：富邦区[4][21]、南邓区、纳威区、班弄区[4][21]。

南佤政区部分，南部地方行政管理委员会辖：万宏区、永邦区、勐角区、勐岗区、回俄区、凯隆区。

## 軍事
佤邦軍事力量為佤邦聯合軍，总兵力约4万人，有3个正规师和1个军区（或说5个师级部队），
另外有民兵约6万人。在辖区内，佤联军实行自管自营，高度自治，未经佤联军允许，政府军不得擅自进入佤联军辖区。同时政府方面承诺向佤联军提供每月一定数量的经费以及大米、汽油等物资。作为交换条件，佤联军不得与全国民主联盟（NLD）等反对派接触，不得退出缅甸联邦。缅甸政府军曾与佤联军于2000年在缅泰边境举行了联合军事演习。
佤邦联合军总司令为鲍有祥；副总司令李自如、波来康；总参谋长为赵忠丹；副总参谋长为李祖烈、赵文新、赵国安。联合军总部设于邦康市。
佤邦联合军的军服为延续自缅共时期参照越南人民军的芦苇绿或卡其绿色野战服，也少量装备来自中国大陆的迷彩服，英文缩写为UWSA，配有胸章与臂章，胸章是部队番号，臂章为公明山三座山峰上交叉一矛一剑。
1989年4月17日是佤邦联合军建军节。原定名缅甸民族民主联合军，1989年11月4日，改名为佤邦联合军。佤邦联合军沿袭缅共人民军的建军方法，在部队设有政委、指导员一职，有党委和党支部。政委、指导员、党委书记、支部书记均由佤邦联合党党员担任。
佤邦联合军在继承缅共人民军苏式武器装备体系的基础上，装备有AKM突击步枪、81-1式自动步枪，63式自动步枪，97式自动步枪，5.56毫米外贸版03式自动步枪，SVD狙击步枪，99式狙击步枪，9K32便携式防空导弹，PM-43式120公厘迫擊炮 120毫米， PM-37 82毫米迫击炮，ZPU-4 4管高射机枪，SG-43中型机枪，56式自动步枪，56式半自动步枪，56式轻机枪和PKM通用机枪等，另有缴获自缅甸国防军的M16步枪，M79榴弹发射器和M20 75毫米无后坐力炮等。
佤邦联合军配备少数的重型武器，在2012年4月17日佤邦成立23周年活动上，佤邦联合军展示所配备的部分重型武器，包括120迫击炮、无后坐力炮、小口径榴弹炮、重型运兵装甲车、警用装甲车、俄制GAZ Sadko卡车等。该军队有一定的武器生产和维修能力，多仿制中国大陆武器与苏制武器。

## 法律
法律制度属大陆法系，参照了中華人民共和國法律，但尚保留有目前在中国已基本废止的公判大会，死刑犯会在被判决之后直接押赴刑场执行死刑。

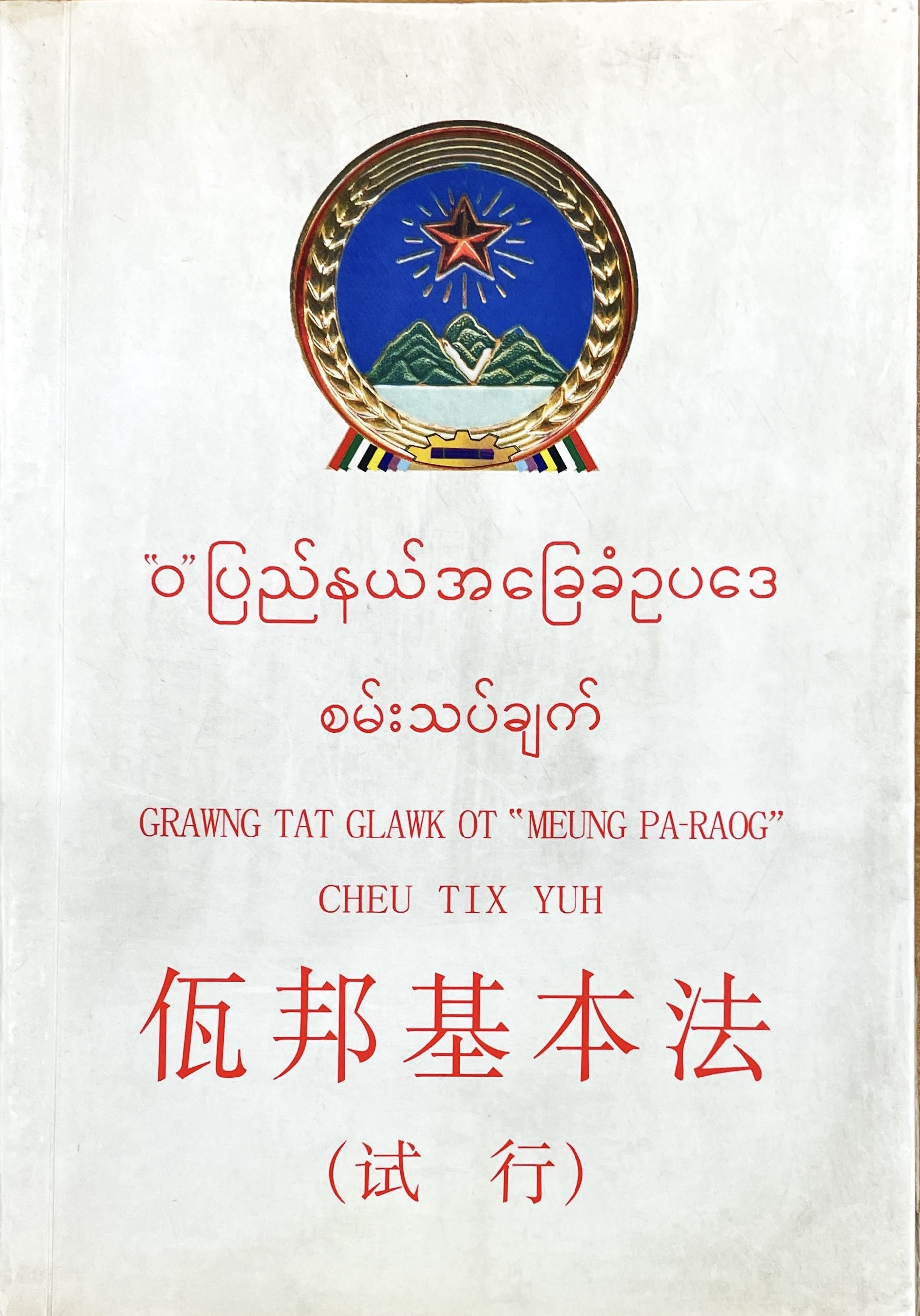
佤邦基本法

## 外事
佤邦外交事务现由缅甸联邦共和国政府代表。
佤邦与缅共时代的援助国——中华人民共和国、越南和老挝保持一定联系，其涉外事務主要涉及其鄰近的果敢、勐拉（缅甸掸邦东部第四特区）和中国雲南省。
中华人民共和国外交部亚洲事务特使专门负责处理该国涉缅甸事务，历任特使王英凡、孙国祥和邓锡军均到访过佤邦。
2017年1月17日，孙国祥到访佤邦，受到鲍有祥、肖明亮、赵忠丹、鲍有宇、赵国安、鲍有良等中央常委的高规格接待。
2020年1月5日，孙国祥再次到访。
2023年10月，中华人民共和国公安部披露，浙江省杭州市、云南省昆明市两地公安机关已对佤邦建设部部长鲍岩板（陈岩板）、勐能县县长何春田（肖岩块）进行悬赏通缉，两人均有中国大陆身份证，他们被指系电诈集团头目。

## 經濟

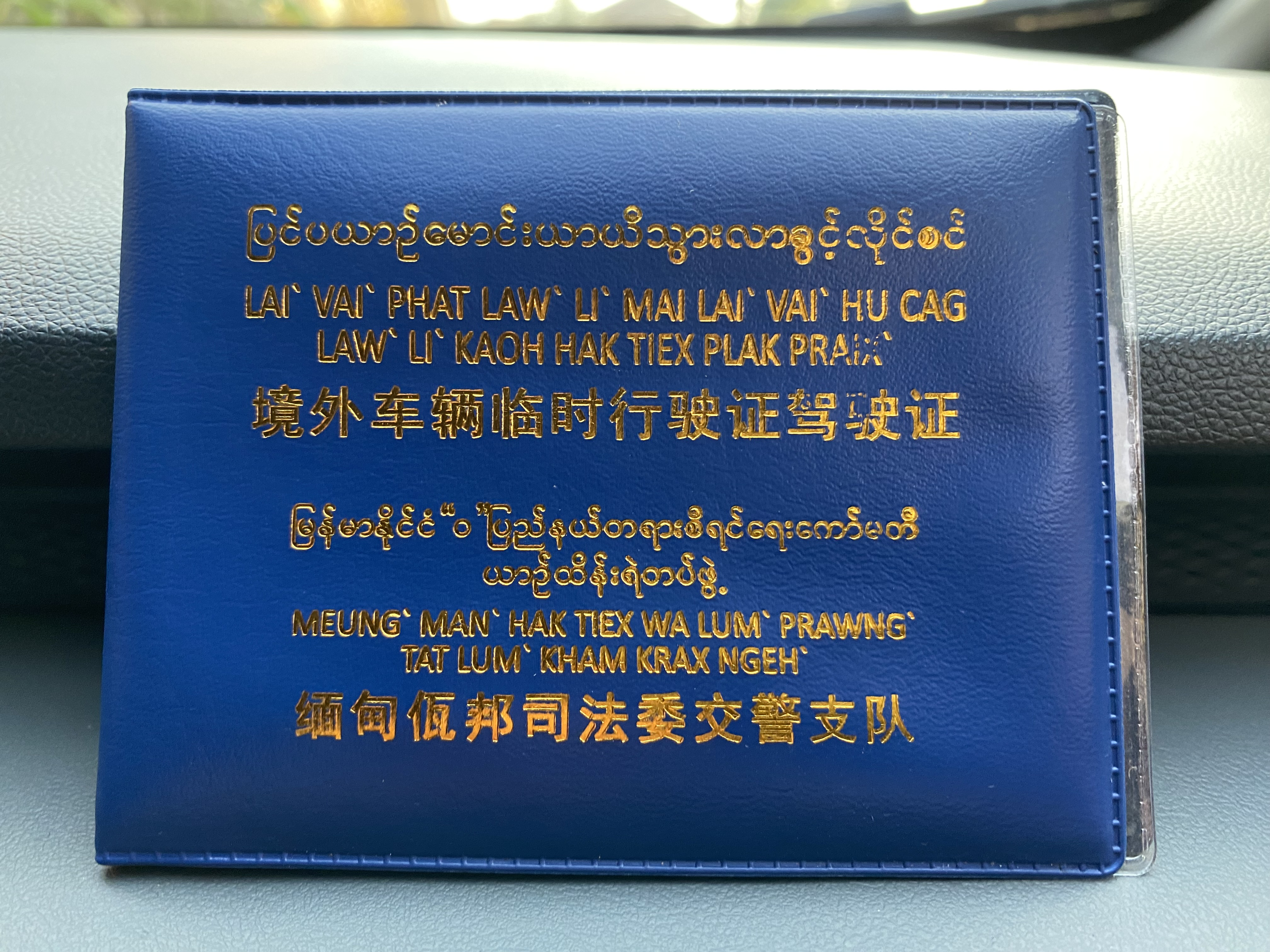
佤邦境外车辆临时行驶证

### 商贸
佤邦經濟極度依賴中國大陸的支持，是为佤邦最主要的原料、投资来源地，产品销售市场，贸易伙伴。人民币为主要流通货币，被当地居民认可，为官方结算货币和大众观念中的货币单位。
最初佤邦依賴鴉片生產來支撐其經濟，後來在中國大陸的幫助下開始禁毒，並改為種植橡膠和茶葉，佤邦至今種植了220,000英畝的橡膠。佤邦居民也開始開發肥沃的河谷地帶，因此濕稻、玉米和蔬菜的產量增加。佤邦另外的主要收入來源之一是開採礦物資源，比如錫、鋅、鉛和少量黃金等礦物。目前緬甸95%的錫礦都產自這裡，約佔世界產量的六分之一。賣淫和賭博等行業在佤邦也蓬勃發展，旅遊業的主要吸引者是來自中國。總體而言，由於佤邦的相對穩定及可行的經濟政策，佤邦發展水平明顯高於緬甸的政府控制區。

## 教育
学校教育方面，除少部分缅文课程和本地地情教材外全部使用中国教材，亦有一些学生赴中国留学。佤邦军政干校授予大专学位。截至到2009年底，有各类学校360所，在校学生36700多人，其中10所学校办有初中和高中。

## 語言
佤邦通行汉语西南官话和佤語。並且通用汉语及简体中文。

## 媒体
佤邦官方媒体是佤邦新闻局，其微信公众号名为“佤邦富强之音”，上传汉、佤、傣语新闻。

### 引用
1. ↑  . ETtoday新聞雲. 2021-04-24  [2021-05-16]. （原始内容存档于2021-04-27）.
2. 1 2 3  Kumbun, Joe. . The Irrawaddy. 2019-04-23  [2022-09-11]. （原始内容存档于2022-11-29）.
3. ↑  FPNCC之声. . “FPNCC之声”微信公众号. 2022-09-17  [2024-07-21]. （原始内容存档于2025-02-25）. 佤邦联合党中央政治局常委、佤邦政府副主席兼对外关系部部长赵国安，佤邦联合党中央政治局常委、佤邦政府副主席罗亚库
4. 1 2 3  佤邦新闻局. . 佤邦之音微信公众号. 2024-01-13  [2024-01-20]. （原始内容存档于2024-06-13）.
5. ↑  .   [2023-11-18]. （原始内容存档于2023-05-07）.
6. ↑  Hay, Wayne. . www.aljazeera.com.   [2023-01-09]. （原始内容存档于2021-04-11） （英语）.
7. 1 2  . 军情观察. 2011-10-13. （原始内容存档于2016-11-26）.
8. ↑  Steinmüller, Hans.  (PDF). London School of Economics. 2018  [2023-01-09]. （原始内容存档 (PDF)于2021-10-25）.
9. ↑  . Weekly Eleven News. 2010-08-20  [2010-08-23]. （原始内容存档于2014-11-11） （缅甸语）.
10. ↑  . 中国网. 重庆晚报.   [2021-06-18]. （原始内容存档于2021-06-24）.
11. ↑  罗正飞. . 果敢大众网. 2020-01-31  [2023-11-18]. （原始内容存档于2023-11-18） （中文（中国大陆））.
12. ↑  參考中國地圖出版社出版的《中國歷史地圖集》，ISBN 7-980013-01-8/K‧01
13. ↑  李正亭：《中缅疆界变迁中的“瓯脱”问题》
14. ↑  覃怡輝. . 中研院叢書 (聯經出版). 2009-08-28. ISBN 978-986-019-491-3.
15. ↑  . 缅甸第二特区佤邦政府.   [2009-10-10]. （原始内容存档于2009-09-01）.
16. ↑  Ong, Andrew. . Cornell University Press. 2023. ISBN 978-1-5017-7071-5. doi:10.7591/j.ctv2t8b78b.
17. ↑  Wa Local News Publications. .   [2023-11-18]. （原始内容存档于2023-11-18）.
18. ↑  陳志東. . 今日新聞. 2004-02-12.
19. ↑  .   [2016-05-18]. （原始内容存档于2007-02-10）.
20. ↑  王敬騮 肖玉芬，佤邦和平建設20周年慶典巡禮
21. 1 2 3  . The Irrawaddy. 2024-01-15  [2024-01-20]. （原始内容存档于2024-01-21）.
22. ↑  佤邦新闻局 (编). . 微信公众号佤邦富强之音. 2024-06-30  [2024-06-30]. 内容提要：富邦县领导班子成员任命暨纳威和南邓两地行政区划调整交接宣布大会举行。
23. ↑  . Burma News International.   [2025-01-20]. （原始内容存档于2024-09-18） （英语）.
24. ↑  Maung, Myat Pan, Min. . Myanmar Now. 2024-07-12  [2025-01-20]. （原始内容存档于2024-07-27） （美国英语）.
25. 1 2  汉斯·史坦穆勒；杨宇豪 译.  . 搜狐.   [2022-01-26]. （原始内容存档于2022-01-27）.
26. 1 2 3  . 军事谊文. 2004.
27. 1 2 3  . 云南水电技术. 2002.
28. ↑  . 佤邦南邓新闻工作室.   [2021-05-21]. （原始内容存档于2021-05-21）.
29. 1 2 3  . 印度洋经济体研究 (云南财经大学印度洋地区研究中心): 71-93.   [2022-11-25]. （原始内容存档于2022-12-26）.
30. ↑  佤邦新闻局 (编). . 微信公众号佤邦富强之音. 2020-05-02  [2024-06-29]. （原始内容存档于2024-06-29）.
31. ↑  佤邦新闻局 (编). . 微信公众号佤邦富强之音. 2024-05-05  [2024-07-04].
32. ↑  佤邦新闻局 (编). . 微信公众号佤邦富强之音. 2024-06-27  [2024-06-28]. 内容提要：南部地区永邦区军民联合举办“6.26国际禁毒日”宣传活动。
33. ↑  佤邦新闻局 (编). . 微信公众号佤邦富强之音. 2019-01-06  [2024-07-04].
34. 1 2  . 网易. 2015-01-19  [2022-11-25]. （原始内容存档于2022-12-26）.
35. ↑  . 重庆晨报. 澎湃新闻.   [2021-04-14]. （原始内容存档于2021-04-16）.
36. ↑  . 财新网.   [2023-10-12]. （原始内容存档于2023-10-12）.
37. ↑  .   [2012-10-20]. （原始内容存档于2014-04-13）.
38. 1 2  .   [2012-10-20]. （原始内容存档于2014-04-13）.
39. ↑  . （原始内容存档于2011-09-05） （德语）. Angaben der UN-Organisation zur Drogenbekämpfung UNODC und weiterer Beobachter zufolge droht durch die Ausführung des Plans zur Eliminierung des Opiumanbaus bis 2005 eine ernste humanitäre Krise der vom Opiumanbau abhängigen Bauern.
40. ↑  . Reuters. 2016-10-07  [2020-03-20]. （原始内容存档于2020-03-20） （英语）.
41. ↑  Lintner, Bertil. . Asia Times. 2019-09-06  [2023-01-09]. （原始内容存档于2021-12-05）.
42. ↑  . USGS. （原始内容存档于2020-05-09）.
43. 1 2  . www.efe.com.   [2023-01-09]. （原始内容存档于2021-10-22）.
44. ↑  . 2019-07-23  [2023-01-09]. （原始内容存档于2021-10-22）.
45. ↑  佤邦新闻局. . 果敢新闻.

## 外部連結
- 佤邦新闻局的新浪微博
- 佤邦新闻局的新浪博客
- YouTube上的佤邦新闻 Wa State News頻道 （中文） （撣語）
- .   [2009-09-04]. （原始内容存档于2009-09-04）.